# Supergarb
Supergarb (ang. superhump) – częste i niewielkie (o amplitudach wysokości ułamka magnitudy) zmiany jasności nowych karłowatych.
W układzie kataklizmicznym nowych karłowatych jeden z obiektów ściąga grawitacyjnie materię z drugiego, która formuje wokół gwiazdy dysk akrecyjny. Kiedy dysk jest niestabilny, czasami wybucha (ang. outburst), a gdy na krzywej blasku gwiazdy podczas tych wybuchów pojawiają się dodatkowe pojaśnienia jej blasku, to określane są one jako supergarby.
Supergarby zostały odkryte przez Vogta (1974) i Warnera (1975) podczas superwybuchu VW Hydri w grudniu 1972. Występują we wszystkich nowych karłowatych typu SU UMa.
Okres obserwowanych supergarbów ma bezpośredni związek z okresem orbitalnym układu nowej karłowatej, opisany zależnością Stolza-Schoembsa z 1984 (w dniach):
{\displaystyle {\frac {P_{s}-P_{o}}{P_{o}}}=-3{,}3\cdot 10^{-2}+0{,}84P_{s},}
gdzie {\displaystyle P_{s}} to okres supergarbów, a {\displaystyle P_{o}} – okres orbitalny. Dzięki tej zależności można wyznaczyć okres orbitalny danego układu gwiazd.
Jeżeli {\displaystyle P_{s}>P_{o},} to supergarb jest określany jako dodatni, a w przypadku odwrotnym {\displaystyle (P_{s}<P_{o})} – jako ujemny.